# Louis de Saint-Just
Antoine Louis Léon de Richebourg de Saint-Just, zwany Saint-Just (ur. 25 sierpnia 1767 w Decize, Nièvre, zm. 28 lipca 1794 w Paryżu) – jeden z czołowych przywódców rewolucji francuskiej, bliski współpracownik Maksymiliana Robespierre’a.
Słynął z bezwzględnego terroru, stosowanego zarówno wobec przeciwników rewolucji, jak i innych rewolucjonistów (m.in. sporządził raport, który doprowadził do aresztowania, skazania i stracenia Dantona). Zwany z powodu tej bezwzględności i olśniewającej ponoć urody „Aniołem śmierci” lub „Archaniołem Terroru”. Przez niektórych ludzi ze swej epoki był również nazywany „Świętym Janem – Mesjaszem Ludu”, „Gwiazdą Rewolucji”.

## Życiorys
Urodzony w zamożnej rodzinie. Po śmierci ojca, Louisa Jeana de Saint-Just de Richebourga (oficera kawalerii francuskiej odznaczonego Orderem św. Ludwika) w 1777 r., był wychowywany przez matkę - Marie-Anne Robinot. W wieku 19 lat, po nieudanym związku z Theresą Gelle, córką miejscowego bogacza, uciekł z domu do Paryża, gdzie został aresztowany. Podczas pobytu w ośrodku poprawczym napisał poemat pt.: L'Organt, w którym dosadnie krytykował zarówno monarchię, jak i papiestwo. Poemat ów wydano następnie drukiem. Po wyjściu na wolność z zakładu w 1787 r. odbył studia prawnicze w Reims, a następnie został asystentem u prokuratora. Po wybuchu rewolucji działał w swoim regionie, był oficerem Gwardii Narodowej, korespondował z Maksymilianem Robespierre i Kamilem Desmoulins. Jako przedstawiciel swojego regionu brał udział w eskorcie króla Ludwika XVI po jego nieudanej ucieczce.
Należał do stronnictwa politycznego jakobinów. Najmłodszy deputowany do Konwentu Narodowego, zdobył sławę swoim przemówieniem w czasie procesu króla. Saint-Just wygłosił wówczas wielką mowę za egzekucją, uzasadniając, iż Ludwik XVI musi zginąć, gdyż jest tyranem z racji samego faktu bycia dynastycznym władcą państwa. Angażował się następnie w rewolucyjne projekty stworzenia nowego człowieka, pisząc m.in. książkę o modelu edukacji w państwie republikańskim i rozprawę L'esprit de la Revolution et de la Constitution de France (pol. Duch rewolucji i konstytucji francuskiej). Jego druga książka, zatytułowana Instytucje Republikańskie, nie została ukończona. Był członkiem Komitetu Ocalenia Publicznego i komisarzem Konwentu na prowincji. Działalność propagandową prowadził głównie w świeżo tworzonej rewolucyjnej armii francuskiej walczącej z Prusami. Wielokrotnie dawał żołnierzom przykład nie tylko osobistej odwagi, lecz także bezwzględności wobec dezerterów i chwiejnych politycznie.
Poniekąd słusznie oskarżany o zainspirowanie wielkiego terroru (czerwiec – lipiec 1794 roku), został aresztowany 27 lipca („przewrót 9 thermidora”) i zgilotynowany wraz z Robespierre'em następnego dnia, w 114 dni po śmierci Dantona.

## W kulturze masowej
- Saint-Just jest jednym z bohaterów dramatów Stanisławy Przybyszewskiej: Sprawa Dantona (ekranizacja Andrzeja Wajdy pt. Danton; w roli Saint-Justa Bogusław Linda) i Termidor;
- pojawia się w mandze Riyoko Ikedy Róża Wersalu, a także w nakręconym na jego podstawie anime;
- Louis znalazł się w komiksie Neila Gaimana Refleksje i Przypowieści z cyklu Sandman;
- Saint-Just zostaje kilkukrotnie wspominany w grze studia Polyslash: We. The Revolution;